# Olvida los tambores
Olvida los tambores es una obra de teatro escrita por Ana Diosdado y estrenada en Zamora el 28 de junio de 1970.

## Argumento
La feliz existencia de la joven pareja formada por Alicia y Tony se ve alterada cuando irrumpe en sus vidas Pili, la hermana mayor de Alicia, huyendo de su acabado matrimonio con Lorenzo. Paralelamente, Tony y su amigo Pepe, que han formado un grupo musical, coinciden en casa de Alicia con Nacho, productor musical. La aparición en escena de Pili y Lorenzo complicará la situación, y en la velada se irán descubriendo los miedos, las aspiraciones y las verdades de todos los personajes.

## Representaciones destacadas
- Teatro (estreno, en 1970). Dirección: Ramón Ballesteros. Intérpretes: María José Alfonso (Alicia), Juan Diego (Tony), Mercedes Sampietro (Pili), Jaime Blanch (Lorenzo), Emilio Gutiérrez Caba (Pepe), Pastor Serrador (Nacho).
- Televisión (emisión en Estudio 1, de TVE, en 1973). Dirección y realización: Pedro Amalio López. Intérpretes: María José Goyanes (Alicia), Juan Diego (Tony), Mercedes Sampietro (Pili), Jaime Blanch (Lorenzo), Emilio Gutiérrez Caba (Pepe), Pastor Serrador (Nacho).[1]
- Cine (1975). Dirección: Rafael Gil. Intérpretes: Maribel Martín (Alicia), Julián Mateos, Cristina Galbó (Pili), Tony Isbert, Jaime Blanch, Mary Paz Pondal, José María Guillén, Carlos Ballesteros (Nacho),
- Teatro (2007). Dirección: Víctor Conde. Intérpretes: Ana Polvorosa - sustituida luego por Elena Furiase - (Alicia), Antonio Hortelano (Tony), Carmen Morales - sustituida luego por Lidia San José - (Pili), Guillermo Ortega - sustituido luego por Gorka Otxoa - (Lorenzo), Leandro Rivera (Pepe), Antonio Albella (Nacho).